# Tibor Kalman
Tibor Kalman (6 de julho de 1949 – 2 de maio de 1999) foi um influente designer gráfico estado-unidense de origem húngara, conhecido por seu trabalho como editor-chefe da revista Colors.